# Eucalyptus lane-poolei
Eucalyptus lane-poolei é uma espécie de árvore ou mallee endêmica da Austrália Ocidental. Possui casca lisa, mas com aparência escamosa, folhas adultas estreitas em forma de lança ou curvas, gomos florais agrupados em sete, flores brancas cremosas e frutos hemisféricos.

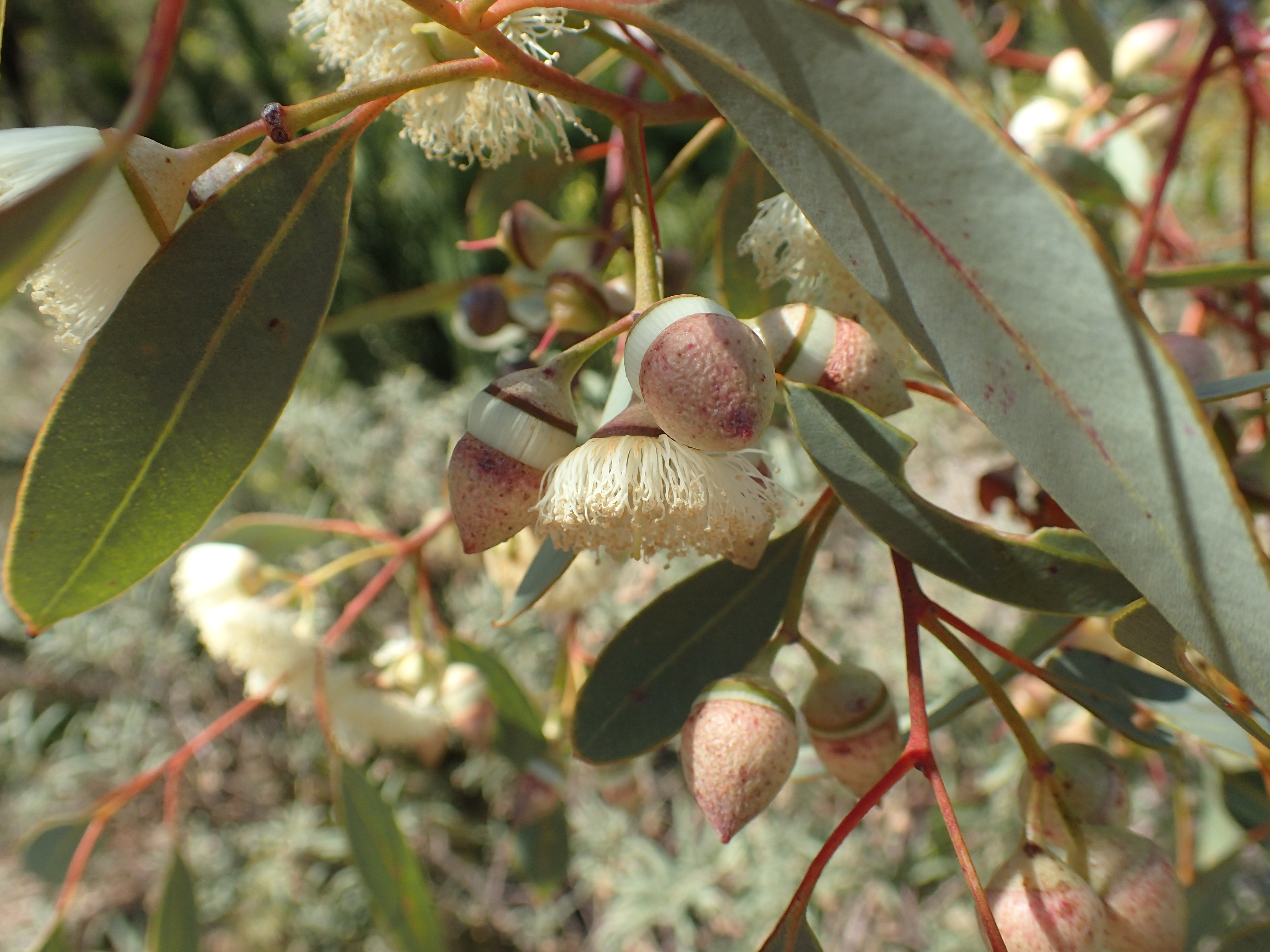
Gomos florais

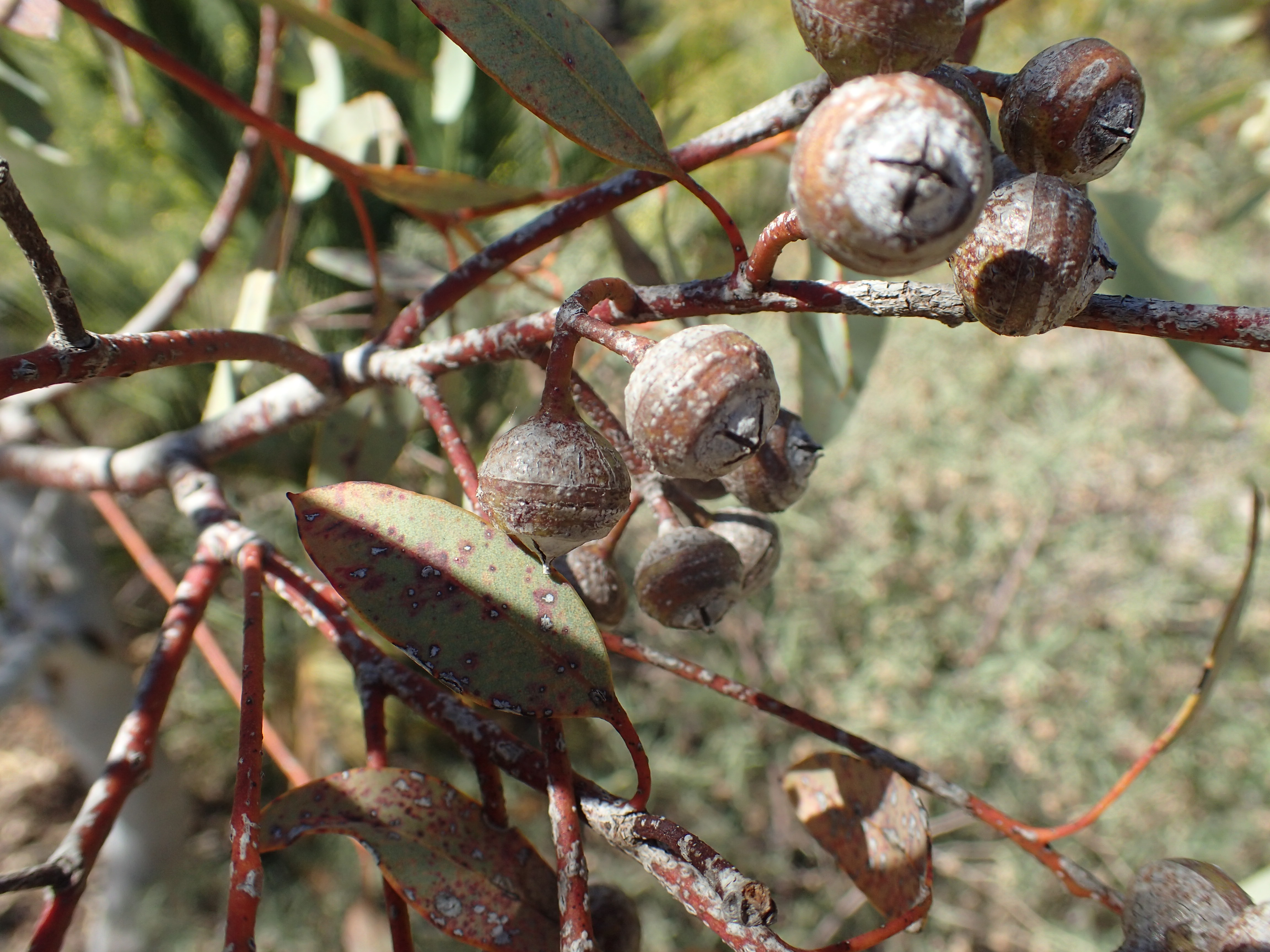
Frutos

## Descrição
O Eucalyptus lane-poolei é uma árvore ou mallee que geralmente alcança entre 3 e 12 metros de altura e forma um lignotúber. Sua casca é lisa, de cor branco-acinzentada a laranja-acastanhada, muitas vezes parecendo escamosa devido a flocos de casca antiga parcialmente desprendidos. As plantas jovens e os rebrotos de talhadia apresentam folhas ovais, verde-claras e opacas, com 30 a 90 mm de comprimento e 10 a 35 mm de largura. As folhas adultas são estreitas, em forma de lança ou curvas, medindo de 65 a 100 mm de comprimento e 10 a 17 mm de largura, com a base afunilando-se até um pecíolo de 5 a 15 mm. Os gomos florais surgem nas axilas das folhas, em grupos de sete, sustentados por um pedúnculo não ramificado de 7 a 20 mm de comprimento, com cada gomo preso por pedicelos de 1 a 7 mm. Os gomos maduros têm formato esférico a oval, com 6 a 11 mm de comprimento e 5 a 10 mm de largura, apresentando uma caliptra arredondada. A floração ocorre entre janeiro e abril ou de junho a setembro, produzindo flores brancas. Os frutos são cápsulas lenhosas hemisféricas, de 7 a 14 mm de comprimento e 11 a 16 mm de largura. Após a queda da caliptra, resta uma cicatriz espessa e inclinada, e as válvulas se projetam além da borda do fruto.
Antes da floração, esse eucalipto forma gomos globosos ornamentais. Os galhos do tronco principal são retorcidos e espalham-se, enquanto o lignotúber avantajado permite a regeneração após incêndios. Novos galhos podem emergir do tronco sem relação com fogo, entrelaçando-se com o tronco mais antigo, o que confere às árvores maduras uma aparência irregular e emaranhada.

## Taxonomia e nomenclatura
O Eucalyptus lane-poolei foi descrito formalmente em 1919 por Joseph Henry Maiden, a partir de um espécime coletado no mesmo ano em Byford [en] (anteriormente chamado "Beenup") pelo silvicultor da Austrália Ocidental Charles Lane Poole [en]. O epíteto específico (lane-poolei) homenageia Lane-Poole, "que coletou essa espécie e fez muito para promover o estudo desse gênero em seu estado".

## Distribuição e habitat
Essa espécie ocorre em encostas e margens de riachos ao longo da costa oeste, nas regiões de Wheatbelt [en], Peel [en] e Sudoeste da Austrália Ocidental, desde Coorow [en] ao norte até Busselton [en] ao sul. Cresce em solos arenosos ou argilo-arenosos com cascalho laterítico ou granítico. É nativa em grande parte dessa área, mas naturalizou-se em outros locais. Uma população distinta é encontrada no lado oeste da Cordilheira Darling. No sub-bosque, associa-se a espécies como Banksia nivea [en] ou Baumea preissii [en]. Prefere o solo Guildford da região metropolitana de Perth, na Planície Costeira de Swan [en], e aparece em locais mais úmidos que inibem eucaliptos dominantes, como Eucalyptus wandoo.

## Estado de conservação
Esse eucalipto é classificado como "não ameaçado" pelo Departamento de Parques e Vida Selvagem do governo da Austrália Ocidental.